# Hermann Doose
Hermann Doose (* 9. September 1927 in Lübeck; † 23. April 2018 in Kronshagen) war ein deutscher Neuropädiater und Epileptologe. International bekannt wurde er insbesondere durch das von ihm beschriebene Doose-Syndrom.

## Leben
Doose studierte an der Christian-Albrechts-Universität zu Kiel und der Albert-Ludwigs-Universität Freiburg Medizin. Nach einer Assistenz in den Fächern Physiologie und Pathologie wurde er 1951 in Freiburg mit Untersuchungen zu Agglutininen zum Dr. med. promoviert. Anschließend durchlief er eine Ausbildung in der Pädiatrie an der Universität Kiel. Bei Hans-Rudolf Wiedemann habilitierte er sich 1963. Von 1975 bis 1992 war Doose Direktor der Klinik für Neuropädiatrie in Kiel und gleichzeitig ärztlicher Leiter des auf seine Initiative hin 1972 eröffneten Norddeutschen Epilepsie-Zentrums für Kinder und Jugendliche in Raisdorf bei Kiel. Dort leitete er seit 1992 eine Epilepsie-Forschungsstelle.

## Wirken
Zu Dooses Arbeitsschwerpunkten zählten neben der klinischen Syndromologie insbesondere Langzeitverläufe von Patienten mit Epilepsie sowie die klinische Genetik mit Erkennung und Beschreibung genetischer Epilepsieformen anhand umfangreicher Familienuntersuchungen inklusive genetisch bedingter Varianten im Elektroenzephalogramm (EEG).
Er beschrieb erstmals mehrere Epilepsieformen des Kinder- und Jugendalters.
- 1965 die juvenile Absence-Epilepsie[4]
- 1970 die später nach ihm benannte frühkindliche myoklonisch-astatische Epilepsie (das heutige Doose-Syndrom)[5]
- 1994 die frühkindliche Absence-Epilepsie,[6]
- 1998 die frühkindliche Grand-Mal-Epilepsie.[7][8]

Neben zahlreichen Zeitschriften- und Buchbeiträgen war Doose auch (Ko-)Autor und (Mit-)Herausgeber von Fachbüchern. Sein 1967 erstmals im Selbstverlag erschienenes Lehrbuch Epilepsien im Kindes- und Jugendalter galt lange Jahre als Standardwerk im deutschsprachigen Raum. Es wurde zuletzt 1998 neu aufgelegt und wird seit 2012 von Bernd Neubauer und Andreas Hahn unter dem Titel Dooses Epilepsien im Kindes- und Jugendalter weitergeführt. 1973 war er Ko-Autor einer Epilepsie-Denkschrift der Deutschen Forschungsgemeinschaft sowie in den 1970er-Jahren (Mit-)Herausgeber mehrerer Kongress- und Tagungsberichte. Nach der Mitherausgabe eines Buches zur Genetik der Epilepsien folgte als letztes Werk ein EEG-Lehrbuch für das Kindes- und Jugendalter inklusive einer englischsprachigen Ausgabe.
Doose war u. a. 1976–1977 Vorsitzender der Gesellschaft für Neuropädiatrie und 1977–1979 Vorsitzender der Deutschen Sektion der ILAE (seit 2004: Deutsche Gesellschaft für Epileptologie).

## Schriften
- H. Doose: Zerebrale Anfälle im Kindesalter. Selbstverlag, Kiel 1967; (später als Epilepsien im Kindes- und Jugendalter bei Desitin, Hamburg, weitergeführt; letzte Auflage als Autor: Doose H. Epilepsien im Kindes- und Jugendalter. 11., revidierte und erweiterte Auflage. Hamburg, Desitin Arzneimittel GmbH 1998, 2012 fortgeführt als Dooses Epilepsien im Kindes- und Jugendalter, 13. Auflage 2014 von Bernd A. Neubauer und Andreas Hahn im Springer-Verlag)
- D. Janz in Zusammenarbeit mit H. Coper, O. Creutzfeldt, H. Doose u. a.: Denkschrift Epilepsie. (Deutsche Forschungsgemeinschaft). H. Boldt, Boppard 1973, ISBN 3-7646-1587-7.
- H. Doose (Hrsg.): Aktuelle Neuropädiatrie: Myoklonien, Ataxie, das unruhige Kind, spinale Prozesse, Computertomographie. 2. Jahrestagung der Gesellschaft für Neuropädiatrie, Kiel 1976. Thieme, Stuttgart 1977, ISBN 3-13-548201-4.
- H. Doose, G. Gross-Selbeck (Hrsg.): Epilepsie 1978. Epilepsiebedingte Hirnschäden – Psychogene Anfälle – Audiovisuelle Anfallsanalyse. Jahrestagung der Deutschen Sektion der Internationalen Liga gegen Epilepsie, Kiel, Mai 1978. G. Thieme, Stuttgart 1979, ISBN 3-13-572701-7.
- H. Doose, R. Kruse, C. Lipinski u. a. (Hrsg.): Beiträge zur Klassifikation und medikamentösen Therapie epileptischer Anfälle. Sitzungsberichte des Arbeitskreises für Epileptologie. Desitin Werk Carl Klinke, Hamburg 1979.
- H. Doose, M. Dam, G. Groß-Selbeck, H. Meinardi (Hrsg.): Epilepsie 1979. Ehe, Schwangerschaft, Geburt, genetische Beratung. Tagung der Deutschen, Dänischen, Holländischen und Schweizerischen Sektionen der Internationalen Liga gegen Epilepsie. Regionaler Kongreß von Epilepsie International, Kiel, Mai 1979. G. Thieme, Stuttgart / New York 1980, ISBN 3-13-587701-9. (englische Ausgabe: G. Groß-Selbeck, H. Doose (Hrsg.): Epilepsy – Problems of Marriage, Pregnancy, Genetic Counceling. G. Thieme, Stuttgart / New York, Thieme-Stratton, New York 1981)
- G. Beck-Mannagetta, V. E. Anderson, H. Doose, D. Janz (Hrsg.): Genetics of the Epilepsies. Springer, Berlin / Heidelberg / New York u. a. 1989.
- H. Doose: Das EEG bei Epilepsien im Kindes- und Jugendalter. Desitin Arzneimittel, Hamburg 2002.
- H. Doose: EEG in Childhood Epilepsy. Initial Presentation and Long-Term Follow-up. J. Libbey Eurotext, Montrouge 2003, ISBN 2-7420-0488-2.

## Ehrungen
- 1963 Preis der Stiftung Michael
- 1975 als „Ambassador for Epilepsy“ durch die Internationale Liga gegen Epilepsie (ILAE) und das Internationale Büro für Epilepsie (IBE)
- 1985 Hans-Berger-Preis der Deutschen EEG-Gesellschaft (seit 1996: Deutsche Gesellschaft für Klinische Neurophysiologie und Funktionelle Bildgebung; DGKN)
- 1994 Ehrenmitgliedschaft Deutsche Gesellschaft für Epileptologie (DGfE)
- 2004 Otfrid-Foerster-Medaille Deutsche Gesellschaft für Epileptologie (DGfE)
- Ehrenmitglied der Gesellschaft für Neuropädiatrie
- Ehrenmitglied der Italienischen Liga gegen Epilepsie (LICE)